# Barbara Grabowska
Barbara Grabowska, née à Zabrze (Pologne) le 28 novembre 1954 et morte à Częstochowa le 12 août 1994, est une actrice polonaise. Elle remporte l'Ours d'argent de la meilleure actrice au 31e Festival international du film de Berlin pour son interprétation de Kama dans Gorączka (1980).

## Biographie
Barbara Grabowska suit les cours d'art dramatique à l'École nationale supérieure de théâtre (PWST) à Cracovie. Elle complète sa formation et fait ses débuts professionnels en 1979 sur la scène du Vieux Théâtre de Cracovie (Stary Teatr). Elle tient le rôle de Sonia, aux côtés de Jerzy Radziwiłowicz et de Jerzy Stuhr, dans l'adaptation de Crime et Châtiment de Dostoïevski, mise en scène par Andrzej Wajda. Elle fait plusieurs tournées avec le théâtre, entre autres en 1986 à New York où elle reçoit les éloges de la critique pour ce rôle de Sonia, et reste attachée au théâtre jusqu'à sa mort.
Outre son travail au théâtre, Barbara Grabowska joue sporadiquement dans des projets de films ou de télévision, presque exclusivement sur des sujets politiques et historiques. En 1979, elle fait ses débuts dans Mysz, le long métrage de Victor Skrzyneckis, puis elle tient le rôle de Joanna Frankowska dans la mini-série télévisée historique primée Najdluzsza wojna nowoczesnej Europy. Dans ce projet de Jerzy Sztwiertnia, une chronologie de la Pologne de 1815 à 1918, elle joue entre autres aux côtés de Krzysztof Kolberger. Elle obtient une grande renommée dans l'adaptation cinématographique d'un roman d'Andrzej Strugla par Agnieszka Holland. Ce drame historique, Gorączka (Fever, 1981), se déroule au début du XXe siècle et relate les tentatives infructueuses d'un groupe de socialistes polonais, qui envisagent d'utiliser une bombe pour tuer le gouverneur général du tsar. La distribution de ce film est interdite en Pologne et la réalisatrice émigre en France. Le film reçoit la même année une invitation pour participer au 31e Festival du film de Berlin, où Barbara Grabowska, cinq ans après la victoire de sa compatriote Jadwiga Barańska, remporte l'Ours d'argent de la meilleure actrice.
Après ce succès, elle tient le rôle de soutien de Jola dans le film politique Ostatni prom (1989) de Waldemar Krzystek, où Krzysztof Kolberger et Agnieszka Holland tiennent les rôles principaux. C'est la dernière apparition à l'écran de l'actrice. Cinq ans plus tard, son corps est retrouvé sur la voie ferrée près de la ville de Częstochowa. On peut supposer que l’actrice de 39 ans est tombée d'un train.
La mère de l'actrice, Helena Grabowska, a offert l'Ours d'argent au musée du cinéma de Łódź.

## Filmographie

### Au cinéma
- 1981 : Gorączka. Dzieje jednego pocisku (Fever) d'Agnieszka Holland : Kama
- 1989 : Ostatni prom (The Last Ferry (en)) : Jola

### À la télévision
- 1980 : Mysz (téléfilm)
- 1981 : Najdluzsza wojna nowoczesnej Europy : Joanna Frankowska (série télévisée, épisodes Filolog i gwozdzie et Bazar czy rewolucja)

## Distinctions
- 1981 : Ours d'argent de la meilleure actrice